# Командир корабля

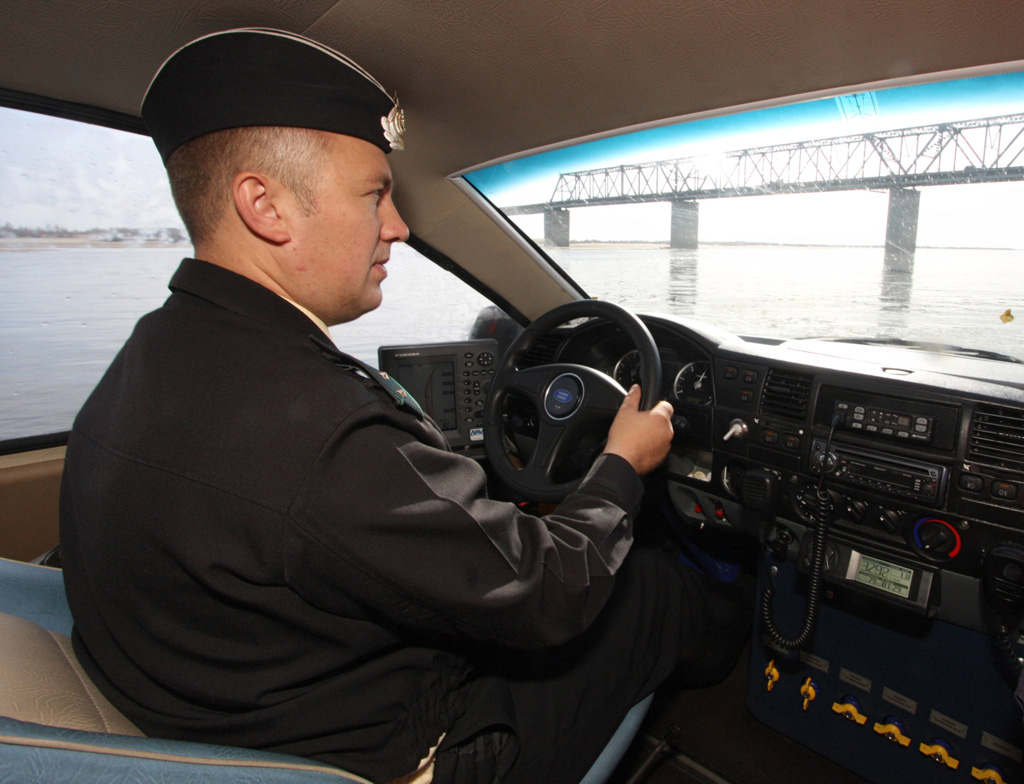
Командир пограничного катера на воздушной подушке отряда пограничных сторожевых кораблей Пограничного управления ФСБ России по Амурской области, Благовещенск, 10 октября 2010 года.

Командир корабля — командная должность (командир) в военно-воздушных силах (ВВС) Вооружённых сил России имперского, союзного и современного периодов и военно-морском флоте ВС империи, СССР и России.

## На военно-морском флоте
Командир корабля 1 ранга (крейсер, БПК, линкор или атомная подводная лодка водоизмещением свыше 5 тыс. т) по организационно-штатной структуре имеет звание капитана 1-го ранга
Командир корабля 2 ранга (эсминец, сторожевой корабль или фрегат водоизмещением от 1500 до 5000 т) по организационно-штатной структуре имеет звание капитана 2-го ранга.
Командир корабля 3 ранга (малый ракетный корабль, МПК или корвет, тральщик водоизмещением от 500 до 1500 т) по организационно-штатной структуре имеет звание капитана 3-го ранга.
Командир корабля 4 ранга (катер водоизмещением от 100 до 500 т) по организационно-штатной структуре имеет звание капитан-лейтенанта или лейтенанта.
Командир корабля является прямым начальником всего личного состава корабля.
Он является единоначальником и, согласно Корабельному Уставу Военно-Морского Флота Российской Федерации, отвечает :
- а) за боевую и мобилизационную готовность корабля;
- б) за выполнение кораблем поставленных задач, применение оружия и использование технических средств, оборону и защиту корабля;
- в) за боевую подготовку;
- г) за воспитание, воинскую дисциплину и морально-психологическое состояние экипажа, внутренний порядок и организацию службы на корабле, укомплектованность корабля личным составом, подбор и расстановку кадров;
- д) за безопасность плавания и управления маневрами корабля;
- е) за состояние и сохранность корпуса корабля, оружия и технических средств, боеприпасов, топлива и иных материальных средств;
- ж) за организацию использования выделенного ресурса и топлива, своевременное предоставление времени для технического обслуживания оружия и технических средств боевым частям и службам;
- з) за подготовленность личного состава к борьбе за живучесть корабля, исправность и готовность к действию всех средств борьбы за живучесть;
- и) за санитарное состояние, финансовую и хозяйственную деятельность корабля;
- к) за соблюдение действующего правового режима морских пространств и правил взаимоотношений с иностранными военными кораблями и властями;
- л) за обеспечение ядерной и радиационной безопасности на корабле с ядерной энергетической установкой и предотвращение выбросов радиоактивных веществ за пределы корпуса корабля.

Командир корабля должен знать все свойства своего корабля, приобретать навыки в управлении им при изменении тактико-технических элементов вследствие полученных повреждений или возникших неисправностей и быть готовым к руководству борьбой с боевыми и аварийными повреждениями; принимать все меры к спасению корабля в случае аварии. В обстановке, угрожающей кораблю гибелью, командир корабля обязан своевременно принять решение на оставление корабля личным составом. Убедившись в невозможности спасти корабль, командир принимает решение об оставлении корабля пассажирами и личным составом. Сам он обязан покинуть корабль последним.

## В авиации (воздушный флот)
По традиции, принятой на флоте России, данная должность в воздушном флоте (авиации) империи стала также именоваться как командир корабля, так как большинство авиаторов (покорителей Пятого океана) пришло из Русского флота.
Командир корабля — штатное наименование должности в военной авиации России (в значении — командир экипажа воздушного судна) для воздушных судов с взлётной массой более 43 тонн (которые также именуются «кораблями»): транспортной, тяжелобомбардировочной и др. Это связано с разницей в штатной структуре и некоторыми отличиями в наименованиях должностей, обусловленных именно для лёгких и тяжёлых летательных аппаратов. Для примера, в истребительной авиации СССР/России тяжёлый перехватчик МиГ-31 именуется «кораблём», так как его взлётный вес составляет до 46 тонн, соотв. командир экипажа этого перехватчика официально является «командиром корабля».
В СССР данный термин также применялся в системе «Аэрофлота» в отношении командиров воздушных судов.